# Agnia
Agnia is een kevergeslacht uit de familie van de boktorren (Cerambycidae). De wetenschappelijke naam van het geslacht werd voor het eerst geldig gepubliceerd in 1842 door Newman.

## Soorten
Agnia omvat de volgende soorten:
- Agnia bakeri Aurivillius, 1927
- Agnia casta Newman, 1842
- Agnia clara Newman, 1842
- Agnia eximia Pascoe, 1860
- Agnia fasciata Pascoe, 1859
- Agnia lucipor Breuning, 1982
- Agnia molitor (Aurivillius, 1927)
- Agnia pubescens Aurivillius, 1897
- Agnia pulchra Aurivillius, 1891